# بنجامين إف. هارود
بنجامين إف. هارود هو محامي وسياسي أمريكي، ولد في عقد 1810، وتوفي في 1856.